# Vilhelm Frederik af Nassau-Diez
Vilhelm Frederik (7. august 1613 i Arnhem – 31. oktober 1664 i Leeuwarden), greve af Nassau-Diez (1640 – 1654), fyrste af Nassau-Diez (1654 – 1664), statholder i Frisland (1640 – 1664), Groningen og Drenthe (1650 – 1664).
Vilhelm Frederik var søn af Ernst Casimir af Nassau-Diez og far til Henrik Casimir 2. af Nassau-Diez

## Liv og gerning
Som den anden og yngre søn syntes Vilhelm Frederik ikke bestemt til den karriere, han efterhånden ville følge. Han studerede ved Leiden Universitet og Universitetet i Groningen, og efterfølgende fik han en position i den nederlandske republiks hær, som hans forfædre og hans broder havde haft. Som sådan var han juniorpartner med sin fremtidige svigerfar og svoger Vilhelm II af Oranien. Men hans ældre broder døde i aktion nær Hulst i 1640. Da Henrik Casimir var ugift og ikke havde børn, arvede Vilhelm Frederik hans titler.
Da borgmesterstillingen ikke var arvelig, lykkedes det kun Vilhelm Frederik at blive udnævnt i Friesland. Statholderskabet i Groningen og Drenthe gik til Frederik Henrik, men ikke uden en kamp med Vilhelm Frederik. Efter Frederik Henriks død i 1647 lykkedes det Vilhelm at efterfølge sin far også i disse to provinser som statholder. Først da Vilhelm II døde i 1650, en uge før hans søn Vilhelm III født, lykkedes det Vilhelm Frederik også at opnå statholderstillingen i de to andre provinser.
På den tid kunne han også have opnået statholderskabet i de fem andre provinser (Holland, Zeeland, Utrecht, Gelderland og Overijssel). Statholderskabet var trods alt en stilling, man blev udnævnt til. Nassau-familieens ældre gren kunne have "første krav" på stillingen, men da "sagsøgeren" var et nyfødt barn (Vilhelm III), skulle et sådant krav ikke tages alvorligt. For at undgå et skænderi med medlemmerne af den ældre gren (Vilhelm II's enke og mor) pressede Vilhelm Frederik ikke på med sine personlige krav, men tilbød at tjene som statholderløjtnant i de fem provinser, indtil spædbarnet Vilhelm III ville blive gammel nok til selv at overtage.
Dette tilbud kunne være modtaget, hvis det ikke havde været for de begivenheder, der gik forud for Vilhelm IIs død. Vilhelm havde udført et militært statskup mod staterne i Holland under en strid om militærpolitikken. Vilhelm Frederik havde spillet en nøglerolle i kuppet ved at gøre et forsøg på at erobre Amsterdam med magt i august 1650. Selvom forsøget ikke var lykkedes, var kuppet ikke mislykket. Men efter Vilhelms død greb Hollands regenter deres chance for at vende tilbage til status quo ante. De besluttede at lade statholderskabet stå ledigt i deres provins, efterfulgt af de fire andre provinser, hvor Vilhelm havde været statholder, og dermed startede den første statholderløse periode. På grund af sin rolle i kuppet var Vilhelm Frederik politisk uacceptabel, ikke kun som stedfortræder for Vilhelm III, men også personligt.
Statholderskabet var et provinsembede. På føderalt niveau havde Vilhelm II udfyldt stillingen som Unionens leder som sin fader og onkel inden ham. Vilhelm Frederik ville normalt normalt have stået i kø til dette embede (trods alt var han selv statholder), hvis det ikke havde været for den samme politiske ulempe, der blokerede for hans udnævnelse til statholder i Holland. Igen tilbød han sig som løjtnant-kaptajn-general, men igen besluttede regenterne at lade funktionen stå ledig. Vilhelm Frederik fik ikke engang posten som fungerende øverstbefalende, der gik til en adelig fra Holland.
Dette skulle blive Vilhelm Frederiks skæbne. Han forsøgte at optræde som Orange-partiets leder i opposition til Raadspensionaris under Johan de Witt og dennes onkel Cornelis de Graeff, men blev unormalt forhindret i dette af De Witt ved hvert skridt, han foretog. Den kendsgerning, at medlemmerne af den øverste gren af familien var mistænksomme over for hans ambitioner, gjorde hans stilling endnu vanskeligere, selv efter at han var indgiftet i den ældre gren.
Ikke desto mindre fik disse ambitioner mere succes uden for Nederlandene. I 1654 blev hans titel greve "opgraderet" til kejserlig fyrste (Reichsfürst) af den hellige romerske kejser. Inden for imperiet gav dette ham mere prestige, som dog ikke omsattes til mere prestige internt i Republikken.
For et stykke tid i slutningen af 1650-erne syntes der at være en chance for at blive øverstbefalende som en del af et politisk kompromis, organiseret af De Witt, men der kom intet ud af det. Kun under invasionen af Bernhard von Galen under Den anden engelsk-hollandske krig 1664-67, der truede hans hjemlands provinser Groningen og Friesland (Drenthe blev overvundet), blev han betroet en kommando på slagmarken. Han havde held med rekonstruktionen af en strategisk fæstning (Deilerschans), men kort efter døde han den 31. oktober 1664 ved en ulykke med en pistol, der uventet gik af.
Før sin død havde han overtalt staterne i Friesland til, at hans søn Henrik Casimir II, (der kun var 7 år gammel i 1664), skulle efterfølge ham som statholder. Staterne holdt deres ord og accepterede en "formynderregering" under den unge drengs moder, Albertine Agnes af Oranien-Nassau. Det frisiske statholderskab blev gjort arveligt i 1675.

## Ægteskab og børn
I 1652 giftede han sig med sin næstkusine, Albertine Agnes af Oranien-Nassau. De havde tre børn:
- Amalia af Nassau-Dietfz, git med John William III, hertug af Saxe-Eisenach
- Henrik Casimir 2. af Nassau-Diez, gift med Henriëtte Amalia fra Anhalt-Dessau
- Wilhelmina Sophia Hedwig (1664-1667)